# Zachraň si, kdo můžeš (život)
Zachraň si, kdo můžeš (život) (v originále Sauve qui peut (la vie)) je koprodukční hraný film z roku 1980, který režíroval Jean-Luc Godard. Snímek měl světovou premiéru na filmovém festivalu v Cannes dne 22. května 1980.

## Děj
Televizní režisér Paul Godard se snaží vyrovnat se svým vztahem k bývalé ženě. Film je uspořádán do čtyř kapitol:
- Imaginace: Po rozchodu s Paulem odchází Denise na venkov.
- Strach: Paul se bojí samoty.
- Obchod: Isabelle učí svou sestru profesi prostitutky.
- Hudba: Sražen autem Paul umírá před očima své dcery a bývalé manželky.

## Obsazení
| Isabelle Huppertová    | Isabelle Rivière    |
| Jacques Dutronc        | Paul Godard         |
| Nathalie Baye          | Denise Rimbaud      |
| Roland Amstutz         | druhý klient        |
| Fred Personne          | pan Personne, klien |
| Anna Baldaccini        | sestra Isabelly     |
| Dore de Rosa           | kosmetička          |
| Monique Barscha        | pěvkyně             |
| Cécile Tanner          | Paulova dcera       |
| Michel Cassagne        | Piaget              |
| Paule Muret            | bývalá Paulova žena |
| Catherine Freiburghaus | neústupná dcera     |
| Claude Champion        | neznámý muž         |
| Gérard Battaz          | motorkář            |
| Angelo Napoli          | italský snoubenec   |
| Serge Maillard         | trenér              |
| Marie-Luce Felber      | neznámá žena        |
| Guy Lavoro             | tajemník            |
| Michelle Gleiser       | přítelkyně          |
| Maurice Buffat         | klient              |

## Ocenění
- cena Âge d'or
- César: nejlepší herečka ve vedlejší roli (Nathalie Baye); nominace v kategoriích nejlepší film a nejlepší režie (Jean-Luc Godard)